# Elwyn Jones (baron Elwyn-Jones)
Pour les articles homonymes, voir Elwyn Jones et Jones.
Frederick Elwyn Jones, baron Elwyn-Jones, (24 octobre 1909-4 décembre 1989), connu sous le nom d'Elwyn Jones, est un avocat gallois et un homme politique travailliste. 

## Jeunesse et carrière
Elwyn Jones est né à Llanelli, dans le Carmarthenshire, et étudie l'histoire pendant un an à l'Université d'Aberystwyth, puis au Gonville and Caius College, Cambridge. Il passe du temps en Allemagne dans les années 1930. 
Il sert dans l'Artillerie royale (Armée territoriale), et est second lieutenant le 23 décembre 1939. Il termine son service comme major. 
Il devient avocat et enregistreur de Merthyr Tydfil. Il est également diffuseur et journaliste. Il sert en tant que conseiller britannique junior lors des procès de Nuremberg et dirige les poursuites (procureur principal) lors du procès de Hambourg contre le maréchal Erich von Manstein en 1948. 
En 1966, il dirige les poursuites contre les assassins des Maures, Ian Brady et Myra Hindley. 

## Carrière politique
Aux élections générales de 1945, il est élu député pour la circonscription de Plaistow, dans l'est de Londres. En 1950, il devient député de West Ham South, servant jusqu'en 1974. En 1964, Elwyn Jones est admis au Conseil privé et nommé procureur général (recevant la chevalerie coutumière) par Harold Wilson, poste qu'il occupe jusqu'en 1970. 
En février 1974, il est de nouveau élu, pour Newham South, mais quitte la Chambre des communes peu de temps après lorsqu'il est nommé pair à vie, en tant que baron Elwyn-Jones, de Llanelli dans le comté de Carmarthen et de Newham dans le Grand Londres. Il est ensuite Lord grand chancelier de 1974 à 1979, sous Harold Wilson et James Callaghan. En 1976, il est fait Compagnon d'honneur. 

## Vie privée
En 1937, Elwyn Jones épouse Pearl Binder (en), une artiste de Manchester. Le couple a trois enfants: Joséphine, Lou et Dan. Josephine est devenue chercheuse sur la série télévisée de Jacob Bronowski, The Ascent of Man, et épouse Francis Gladstone (un parent du Premier ministre William Gladstone). 
Le frère d'Elwyn Jones, Idris (1900-1971), est capitaine de l'Équipe du pays de Galles de rugby à XV en 1925, et est un chimiste industriel qui devient directeur général du développement de la recherche pour le National Coal Board. 
Lord Elwyn-Jones est décédé en décembre 1989, à l'âge de 80 ans. 